# Ngaya Club
Maillots
Le Ngaya Club de Mdé Bambao (en arabe : نادي نغيا), plus couramment abrégé en Ngaya Club, est un club comorien de football fondé en 1992 et basé à Mdé sur l'île de Grande Comore.

## Histoire
Le Ngaya Club débute en championnat de Grande Comore lors de la saison 2011, qu'il termine à la dernière place, synonyme de retour en deuxième division.
Il est à nouveau promu en 2015, une saison véritablement réussie, puisqu'elle s'achève sur une finale de Coupe des Comores. Le club de Mdé remporte coup sur coup deux titres la saison suivante : il devient pour la première fois champion de Grande Comore avant d'être sacré quelques semaines plus tard champion des Comores, devant Fomboni FC et Steal Nouvel. 
Ce trophée national lui ouvre pour la première fois les portes d'une compétition continentale, en l'occurrence la Ligue des champions de la CAF 2017

## Palmarès
| Compétitions nationales | Compétitions régionales                                         |
| --- | --------------------------------------------------------------- |
| - Championnat des Comores (2) : - Champion : 2016 et 2017. - Coupe des Comores : - Finaliste : 2015. - Supercoupe des Comores (1) : - Vainqueur : 2017. | - Championnat de Grande Comore (2) : - Champion : 2016 et 2017. |